# Dancer
A Dancer a második dal a brit Queen együttes 1982-es Hot Space albumáról. A szerzője Brian May gitáros volt.
Mint az album egészében, itt is feltűnő volt a hagyományos rockzenéhez képest előretörő funk és R&B befolyás – ez nagyrészt az 1980-as Another One Bites the Dust sikerének volt köszönhető. Mindazonáltal a mű még így is az album egyik leginkább rockzene orientált darabja, a nyilvánvalóan szintetizátoros alaphangot erőteljes dobhangzás, és karakteres, – bár valóban nem hard rock – gitárszóló támogatja meg. Bár a gitár a slide hangzás érzését kelti, egy interjúban May cáfolta, hogy slide gitáron játszott volna: egyszerű párhuzamos gitárharmóniákat játszott.  A basszusszólamot nem John Deacon játszotta fel, hanem May programozta szintetizátoron.
A dal végén egy telefonos ébresztés hallható, amit a müncheni Hilton szállodában vettek fel. A szöveg így hangzik: „Guten Morgen, Sie wünschten geweckt zu werden”, ami azt jelenti: „jó reggelt, ön ébresztést kért”.

## Közreműködők
- Ének: Freddie Mercury
- Háttérvokál: Roger Taylor

Hangszerek:
- Brian May: Red Special,  Roland Jupiter 8 szintetizátor
- Roger Taylor: Ludwig dobfelszerelés, Simmons elektronikus dobfelszerelés, csörgődob